# Euryparasitus tori
Euryparasitus tori är en spindeldjursart som beskrevs av Davydova 1970. Euryparasitus tori ingår i släktet Euryparasitus och familjen Ologamasidae. Inga underarter finns listade i Catalogue of Life.